# Армани (Перуђа)
Армани (итал. Armanni) је насеље у Италији у округу Перуђа, региону Умбрија.
Према процени из 2011. у насељу је живело 35 становника. Насеље се налази на надморској висини од 298 м.